# Fujio Akatsuka
Fujio Akatsuka (赤塚 不二夫, Akatsuka Fujio, 14 de setembro de 1935 — 2 de agosto de 2008) foi um pioneiro artista japonês de mangá cômico conhecido como o Gag Manga King (Rei do Manga Gag). Seu nome de nascimento é escrito como "赤塚 藤雄", cuja pronúncia japonesa é a mesma que o seu nome de assinatura.
Ele nasceu em Rehe, Manchukuo, o filho de um policial militar japonês. Após a Segunda Guerra Mundial, ele cresceu na Prefeitura de Niigata e na província de Nara. Quando ele tinha 19 anos, ele se mudou para Tóquio.
Enquanto trabalhava em uma fábrica de produtos químicos, ele desenhou muitos mangás. Depois disso, Tokiwa-so o aceitou. Ele começou sua carreira como um artista shōjo, mas em 1958, o seu Nama-chan (ナマちゃん) se tornou um sucesso, por isso ele se tornou um especialista em mangá. Ele ganhou o Prêmio de Mangá Shogakukan em 1964 por Osomatsu-kun e o Bungeishunjū Manga Award em 1971 por Tensai Bakabon. Ele se diz ter sido influenciado por Buster Keaton e pela revista MAD.
Em 1965, Akatsuka estabeleceu sua própria empresa, a "Fujio Productions Ltd.".
Em 2000, ele fez um mangá em braille para cegos.
Muitos de seus manga destacam personagens de apoio que acabaram se tornando mais popular e mais associados com sua série do que o personagem principal, como Papa (Tensai Bakabon), Iyami, Chibita (Osomatsu-kun), e Kurome (Mōretsu Atarō).
Em abril de 2002 ele foi hospitalizado por hematoma intra-axial e foi dito ser frequentemente em um estado vegetativo persistente a partir de 2004 até sua morte. Em julho de 2006, sua segunda esposa Machiko, que foi cuidar dele, de repente morreu de uma hemorragia subaracnóide. Em 2 de agosto de 2008, ele morreu de pneumonia em um hospital em Bunkyo, Tóquio.